# Ницаха
Ница́ха (укр. Ницаха) — село,
Ницахский сельский совет,
Тростянецкий район,
Сумская область,
Украина.
Код КОАТУУ — 5925086201. Население по переписи 2001 года составляло 648 человек.
Является административным центром Ницахского сельского совета, в который, кроме того, входят сёла
Новоукраинка и
Калиновка.

## Географическое положение
Село Ницаха находится на правом берегу реки Ворсклица,
выше по течению на расстоянии в 4,5 км расположено село Рябовка,
ниже по течению на расстоянии в 2,5 км расположено село Березовка (Великописаревский район),
на противоположном берегу — село Солдатское (Великописаревский район).
По селу протекает пересыхающий ручей с запрудой.

## История
В 1650 году (7158 от сотворения мира) вольновский воевода Фёдор Арсеньев выделил местным детям боярским место для поселения на Ницанском городище.

## Экономика
- «Восход», ООО.

## Известные люди
- Яковлев Тимофей Акимович (1926—1985) — Герой Советского Союза(1945), родился в селе Ницаха.